# Поречье (Приморский край)
Поре́чье — село в Октябрьском районе Приморского края. Входит в состав Покровского сельского поселения.

## География
Село Поречье стоит в верховьях реки Крестьянка (левый приток реки Раздольная).
Находится примерно в 2 км к северу от автодороги местного значения ж/д станция Галёнки — Новогеоргиевка, расстояние до села Галёнки (на восток) около 20 км, расстояние до Новогеоргиевки (на запад) около 17 км.
Расстояние до районного центра села Покровка (на юг, через Струговку) около 20 км.
На север от села Поречье идёт дорога к селу Ильичёвка и далее к посёлку Ильичёвка.

## Население
| 2002 | 2010 |
| ---- | ---- |
| 598  | ↘442 |

## Улицы
| - ул. 40 лет Победы, - ул. Комсомольская, - ул. Новосёлов, - ул. Овражная, - ул. Советов, | - пер. Восточный, - пер. Гагарина, - пер. Чкалова, - пер. Школьный. |

## Экономика
Жители занимаются сельским хозяйством.